# Aktionsgruppe Indianer & Menschenrechte
Die Aktionsgruppe Indianer & Menschenrechte e.V. (AGIM) ist ein gemeinnütziger Verein mit Sitz in München, der sich im Rahmen der Menschenrechtsarbeit der politischen und kulturellen Unterstützung indianischer Völker in Nordamerika widmet. Der Verein wurde 1986 unter dem Namen „Big Mountain Aktionsgruppe“ gegründet. In enger Zusammenarbeit und regem Austausch mit verschiedenen indianischen Organisationen sowie Menschenrechtsorganisationen in Deutschland, Österreich und der Schweiz unterstützt AGIM diese Völker in ihrem Kampf um Selbstbestimmung und Anerkennung als souveräne Nationen.

## Vereinsziel und Tätigkeitsfelder
Die aktuellen Lebensbedingungen nordamerikanischer Indianer in den Reservaten ähneln (nach Vereinsangaben) denen in der „Dritten Welt“. Traditionelle Subsistenzwirtschaft wird durch die Ausbeutung von Bodenschätzen auf indigenem Land bedroht. Nur durch den Erhalt ihrer Lebensgrundlagen kann die Vielfalt und Lebendigkeit indianischer Kultur bewahrt werden. Darin sehen die Mitglieder der AGIM eine Verpflichtung der Bürger in den Industriestaaten gegenüber den indigenen Völkern, da diese selbst meist kaum über ausreichenden Einfluss im globalen Kräfteverhältnis verfügen. Dies erfolgt u. a. durch die Förderung indianischer Projekte, die den Indianern wirtschaftliche Sicherheit und Unabhängigkeit bieten sollen. Hierbei ist insbesondere auf das „Lone Buffalo Project“ hinzuweisen, das den Lakota der Pine-Ridge-Reservation ermöglicht, seit 2004 eine kleine Büffelherde zu unterhalten, die dem Stamm eine wirtschaftliche Perspektive im Rahmen der eigenen kulturellen Wurzeln bietet.
Die Tätigkeitsfelder umfassen politisches Engagement, kulturelle Unterstützung, sowie Öffentlichkeitsarbeit. Mitglieder der Organisation beteiligen sich an Aktionen vor Ort, wie Demonstrationen gegen die Atombombenversuche auf der Nevada Test Site und die daraus entstehende Zerstörung des Landes der Western Shoshone oder der Blockade der Lubicon Cree in Kanada. Die AGIM organisiert und beteiligt sich an Protestaktionen in Deutschland und Europa, wie etwa Aktivitäten gegen die Zwangsumsiedlung von Dineh oder Blockaden gegen die Tiefflüge über dem Land der Innu.
Die politischen Aktivitäten umfassen Gespräche mit Politikern, Botschaften oder Vertretern der Unternehmen, die auf indianischem Land Bodenschätze abbauen, sowie die Teilnahme an Kongressen und politische Lobbyarbeit. Zudem ist AGIM jährlich an den entsprechenden Gremien der Vereinten Nationen vertreten, um die Anerkennung der Rechte der indigenen Völker durch die internationale Staatengemeinschaft zu erreichen.
Neben der politischen Unterstützung ist es wichtig, die kulturelle Eigenständigkeit indianischer Völker zu fördern. Daher initiiert AGIM Ausstellungen und andere Veranstaltungen, die das Verständnis für die verschiedenen Kulturen nordamerikanischer Indianer fördern, so etwa Konzerte mit dem Mohawk Sänger Don P. Martin oder Vortragsreisen mit dem Cheyenne-Dichter Lance Henson.
Im „Coyote“ Nr. 72 aus 2006 wurde die 20-jährige Arbeit des Vereines dokumentiert.

## Publikationen
Das von AGIM herausgegebene Magazin Coyote (ISSN 0939-4362), das vierteljährlich erscheint, ist das einzige Periodikum, das sich im deutschsprachigen Raum ausschließlich nordamerikanischen Indianern widmet. Das Magazin berichtet über die aktuelle Situation der indigenen Völker in Nordamerika, dokumentiert politische und kulturelle Entwicklungen und erläutert Hintergründe. Das Themenspektrum reicht von aktueller Berichterstattung zu den Brennpunkten der Menschenrechtsverletzungen (teilweise auch über Völker außerhalb von Nordamerika, so z. B. über die Saami in Lappland oder die Nenzen in Sibirien) über Buch- und Filmbesprechungen bis hin zur Vorstellung indigener Künstler.
Über den Coyote hinaus hat die AGIM bereits einige Bücher herausgegeben. Beispiele sind:
- Stimmen der Erde – 14 Beiträge von Vertretern verschiedener Naturvölker zu Umwelt und Entwicklung, ISBN 3-922696-37-6 (1993)
- Go Beyond – Gedichte des Dakotaschriftstellers, Künstlers und Aktivisten Tom LaBlanc, ISBN 978-3-9806931-0-3 (1992)
- Lieder in der Sprache des Feindes – Gedichte des Cheyenne Lance Henson, ISBN 3-9806931-1-2 (1999)
- Words from the Edge – Eine poetische Sammlung: Cheyenne – Meitei – Sami – Maori, ISBN 3-9806931-2-0 (2000)
- Literaturführer Indianer – Alphabetisches Verzeichnis der wichtigsten Literatur zum Thema Indianer (2000)